# 84ste Oscaruitreiking
De 84ste Oscaruitreiking, waarbij prijzen werden uitgereikt aan de beste prestaties in films uit 2011, vond op 26 februari 2012 plaats in het Hollywood and Highland Center in Hollywood. De ceremonie werd voor de negende keer gepresenteerd door Billy Crystal. De genomineerden werden op 24 januari bekendgemaakt door Thom Sherak, voorzitter van de Academy, en actrice Jennifer Lawrence in het Samuel Goldwyn Theater te Beverly Hills.

## Winnaars en genomineerden
De winnaars staan bovenaan in vet lettertype.

#### Beste film
- The Artist
  - The Descendants
  - Extremely Loud & Incredibly Close
  - The Help
  - Hugo
  - Midnight in Paris
  - Moneyball
  - The Tree of Life
  - War Horse

#### Beste regisseur
- Michel Hazanavicius - The Artist
  - Woody Allen - Midnight in Paris
  - Terrence Malick - The Tree of Life
  - Alexander Payne - The Descendants
  - Martin Scorsese - Hugo

#### Beste mannelijke hoofdrol
- Jean Dujardin - The Artist
  - Demián Bichir - A Better Life
  - George Clooney - The Descendants
  - Gary Oldman - Tinker Tailor Soldier Spy
  - Brad Pitt - Moneyball

#### Beste vrouwelijke hoofdrol
- Meryl Streep - The Iron Lady
  - Glenn Close - Albert Nobbs
  - Viola Davis - The Help
  - Rooney Mara - The Girl with the Dragon Tattoo
  - Michelle Williams - My Week with Marilyn

#### Beste mannelijke bijrol
- Christopher Plummer - Beginners
  - Kenneth Branagh -  My Week with Marilyn
  - Jonah Hill - Moneyball
  - Nick Nolte - Warrior
  - Max von Sydow - Extremely Loud & Incredibly Close

#### Beste vrouwelijke bijrol
- Octavia Spencer - The Help
  - Bérénice Bejo - The Artist
  - Jessica Chastain - The Help
  - Melissa McCarthy - Bridesmaids
  - Janet McTeer - Albert Nobbs

#### Beste originele scenario
- Midnight in Paris - Woody Allen
  - The Artist - Michel Hazanavicius
  - Bridesmaids - Annie Mumolo en Kristen Wiig
  - Margin Call - J.C. Chandor
  - A Separation - Asghar Farhadi

#### Beste bewerkte scenario
- The Descendants - Alexander Payne, Nat Faxon en Jim Rash
  - Hugo - John Logan
  - The Ides of March - George Clooney, Grant Heslov en Beau Willimon
  - Moneyball - Steven Zaillian, Aaron Sorkin en Stan Chervin
  - Tinker Tailor Soldier Spy - Bridget O'Connor en Peter Straughan

#### Beste niet-Engelstalige film
- A Separation - Iran
  - Bullhead - België
  - Footnote - Israël
  - In Darkness - Polen
  - Monsieur Lazhar - Canada

#### Beste animatiefilm
- Rango - Gore Verbinski
  - A Cat in Paris - Alain Gagnol en Jean-Loup Felicioli
  - Chico & Rita - Fernando Trueba en Javier Mariscal
  - Kung Fu Panda 2 - Jennifer Yuh Nelson
  - Puss in Boots - Chris Miller

#### Beste documentaire
- Undefeated - TJ Martin, Dan Lindsay en Rich Middlemas
  - Hell and Back Again - Danfung Dennis en Mike Lerner
  - If a Tree Falls: A Story of the Earth Liberation Front - Marshall Curry en Sam Cullman
  - Paradise Lost 3: Purgatory - Joe Berlinger en Bruce Sinofsky
  - Pina - Wim Wenders en Gian-Piero Ringel

#### Beste camerawerk
- Hugo - Robert Richardson
  - The Artist - Guillaume Schiffman
  - The Girl with the Dragon Tattoo - Jeff Cronenweth
  - The Tree of Life - Emmanuel Lubezki
  - War Horse - Janusz Kamiński

#### Beste montage
- The Girl with the Dragon Tattoo - Kirk Baxter en Angus Wall
  - The Artist - Anne-Sophie Bion en Michel Hazanavicius
  - The Descendants - Kevin Tent
  - Hugo - Thelma Schoonmaker
  - Moneyball - Christopher Tellefsen

#### Beste artdirection
- Hugo - Dante Ferretti en Francesca Lo Schiavo
  - The Artist - Laurence Bennett en Robert Gould
  - Harry Potter and the Deathly Hallows Part 2 - Stuart Craig en Stephenie McMillan
  - Midnight in Paris - Anne Seibel en Hélène Dubreuil
  - War Horse - Rick Carter en Lee Sandales

#### Beste originele muziek
- The Artist - Ludovic Bource
  - The Adventures of Tintin - John Williams
  - Hugo - Howard Shore
  - Tinker Tailor Soldier Spy - Alberto Iglesias
  - War Horse - John Williams

#### Beste originele nummer
- "Man or Muppet" uit The Muppets - Muziek en tekst: Bret McKenzie
  - "Real in Rio" uit Rio - Muziek: Sérgio Mendes en Carlinhos Brown, tekst: Siedah Garrett

#### Beste geluidsmixing
- Hugo - Tom Fleischman en John Midgley
  - The Girl with the Dragon Tattoo - David Parker, Michael Semanick, Ren Klyce en Bo Persson (acteur)Bo Persson
  - Moneyball - Deb Adair, Ron Bochar, David Giammarco en Ed Novick
  - Transformers: Dark of the Moon - Greg P. Russell, Gary Summers, Jeffrey J. Haboush en Peter J. Devlin
  - War Horse - Gary Rydstrom, Andy Nelson, Tom Johnson en Stuart Wilson

#### Beste geluidsbewerking
- Hugo - Philip Stockton en Eugene Gearty
  - Drive - Lon Bender en Victor Ray Ennis
  - The Girl with the Dragon Tattoo - Ren Klyce
  - Transformers: Dark of the Moon - Ethan Van der Ryn en Erik Aadahl
  - War Horse - Richard Hymns en Gary Rydstrom

#### Beste visuele effecten
- Hugo - Rob Legato, Joss Williams, Ben Grossmann en Alex Henning
  - Harry Potter and the Deathly Hallows Part 2 - Tim Burke, David Vickery, Greg Butler en John Richardson
  - Real Steel - Erik Nash, John Rosengrant, Dan Taylor en Swen Gillberg
  - Rise of the Planet of the Apes - Joe Letteri, Dan Lemmon, R. Christopher White en Daniel Barrett
  - Transformers: Dark of the Moon - Scott Farrar, Scott Benza, Matthew Butler en John Frazier

#### Beste kostuumontwerp
- The Artist - Mark Bridges
  - Anonymous - Lisy Christl
  - Hugo - Sandy Powell
  - Jane Eyre - Michael O'Connor
  - W.E. - Arianne Phillips

#### Beste grime
- The Iron Lady - Mark Coulier en J. Roy Helland
  - Albert Nobbs - Martial Corneville, Lynn Johnston en Matthew W. Mungle
  - Harry Potter and the Deathly Hallows Part 2 - Nick Dudman, Amanda Knight en Lisa Tomblin

#### Beste korte film
- The Shore - Terry George en Oorlagh George
  - Pentecost - Peter McDonald en Eimear O'Kane
  - Raju - Max Zähle en Stefan Gieren
  - Time Freak - Andrew Bowler en Gigi Causey
  - Tuba Atlantic - Hallvar Witzø (nominatie ingetrokken[2])

#### Beste korte animatiefilm
- The Fantastic Flying Books of Mr. Morris Lessmore - William Joyce en Brandon Oldenburg
  - Dimanche / Sunday - Patrick Doyon
  - La Luna - Enrico Casarosa
  - A Morning Stroll - Grant Orchard en Sue Goff
  - Wild Life - Amanda Forbis en Wendy Tilby

#### Beste korte documentaire
- Saving Face - Daniel Junge en Sharmeen Obaid-Chinoy
  - The Barber of Birmingham: Foot Soldier of the Civil Rights Movement - Robin Fryday en Gail Dolgin
  - God Is the Bigger Elvis - Rebecca Cammisa en Julie Anderson
  - Incident in New Baghdad - James Spione
  - The Tsunami and the Cherry Blossom - Lucy Walker en Kira Carstensen

## Films met meerdere nominaties
De volgende films ontvingen meerdere nominaties:
| Nominaties | Film                                        | Awards |
| ---------- | ------------------------------------------- | ------ |
| 11         | Hugo                                        | 5      |
| 10         | The Artist                                  | 5      |
| 6          | Moneyball                                   |        |
| 6          | War Horse                                   |        |
| 5          | The Descendants                             | 1      |
| 5          | The Girl with the Dragon Tattoo             | 1      |
| 4          | The Help                                    | 1      |
| 4          | Midnight in Paris                           | 1      |
| 3          | Albert Nobbs                                |        |
| 3          | Harry Potter and the Deathly Hallows Part 2 |        |
| 3          | Tinker Tailor Soldier Spy                   |        |
| 3          | Transformers: Dark of the Moon              |        |
| 3          | The Tree of Life                            |        |
| 2          | Bridesmaids                                 |        |
| 2          | Extremely Loud & Incredibly Close           |        |
| 2          | The Iron Lady                               | 2      |
| 2          | My Week with Marilyn                        |        |
| 2          | A Separation                                | 1      |